# Casto Espinosa Barriga
Pour les articles homonymes, voir Espinosa.
Casto Espinosa Barriga est un footballeur espagnol, né le 18 juin 1982 à Pueblonuevo del Guadiana (Province de Badajoz). Il évolue au poste de gardien de but.

## Biographie
Formé au Mérida UD, Casto rencontre un début de carrière difficile car étant principalement un remplaçant que cela soit au Mérida UD, au CD Logroñés ou à Albacete, ne disputant que huit matchs de championnat en six années.
Sa carrière décolle quand il rejoint le Bétis Séville en 2007. Il s'y impose comme titulaire lors de la saison 2008-2009, mais le club est relégué en Liga Adelante.
Pour la saison suivante à l'échelon inférieur, les dirigeants recrutent Iñaki Goitia et Casto retrouve le banc, ne disputant qu'un match de Coupe d'Espagne pendant la saison 2009-2010. Toutefois le Bétis loupe la montée.
La saison suivante, le Bétis enchaîne quatre défaites de suite entre la 21e et la 24e journée, perdant sa première place au classement. Casto remplace Goitia dans les buts et permet au club de terminer premier de la Liga Adelante, disputant 17 des 18 derniers matchs.
Pour la saison 2011-2012, Casto conserve sa place de titulaire en Liga malgré la concurrence de Fabricio Agosto, ancien gardien du Recreativo de Huelva, et d'Iñaki Goitia.
Ayant perdu sa place de titulaire lors de l'exercice 2012-2013, il quitte Séville en fin de saison pour le Real Murcie.

## Palmarès
- Bétis Séville
  - Vainqueur de la Liga Adelante en 2011.